# Berkenweerschijnzwam
De berkenweerschijnzwam (Inonotus obliquus, synoniem: Fuscoporia obliqua) is een zwam van de familie Hymenochaetaceae. Buiten Nederland is chaga (Russisch: spreek uit als 'tsjah-ga') de meest gangbare naam. De berkenweerschijnzwam wordt toegepast en verkocht als medicinale paddenstoel en geniet daarom bekendheid bij het grote publiek. In de wetenschap is deze zwam vele decennia voorwerp van onderzoek, vooral vanwege de kankerremmende en helende eigenschappen die eraan worden toegeschreven.

## Habitat
De berkenweerschijnzwam is een langzaam groeiende parasiet die groeit op beschadigde en zieke berken en uitsluitend voorkomt in koude regio's in de berkenbossen van Rusland (met name Siberië), Korea, het noorden van Europa, het noorden van de Verenigde Staten en in Canada. Beschadigde, stervende en oude berken zijn de meest geschikte voedingsbodem voor de sporen van de zwam. De zwam kan het hele jaar door worden aangetroffen omdat hij vele jaren op zijn gastheer parasiteert (uiteindelijk leidend tot diens dood). In het najaar en de winter is hij het beste zichtbaar, omdat de zwam dan niet aan het zicht wordt onttrokken door het bladerdek van zijn gastheer. De zwam kan niet gecultiveerd worden zonder zijn specifieke eigenschappen te verliezen en wordt daarom alleen in het wild geoogst voor alternatieve medische toepassingen.

## Uiterlijk
In tegenstelling tot wat algemeen wordt aangenomen is het zichtbare deel van de zwam op de berk niet het vruchtlichaam, maar een uiterst compacte massa myceliumdraden. Het vruchtlichaam is slechts uiterst zelden waar te nemen en verschijnt alleen als de gastheer waarop de zwam parasiteert dood is. Het eerder genoemde zichtbare deel heeft het uiterlijk van een verkoolde sintel, een soort klomp, onregelmatig van vorm, de afmetingen variëren tot zo'n 4 tot 40 cm in diameter en zo'n 10–15 cm in dikte. De berkenweerschijnzwam heeft een hoge dichtheid en is hard, met een gebarsten oppervlak. Van binnen is de zwam geel of geelbruin met een wat kurkachtige textuur. De buitenkant (het sclerotium) kan plaatselijk bros zijn.

## Medicinaal gebruik
Reeds in de 16e eeuw werd de berkenweerschijnzwam met name in Noord-Europa en Rusland gebruikt als een effectief geneesmiddel zonder ongewenste bijwerkingen bij het behandelen van mensen met kwaadaardige tumoren en andere ziekten. Wetenschappelijk onderzoek heeft inmiddels aangetoond dat deze zwam een groot aantal zeer actieve componenten met een antioxidante, antitumorale en antivirale werking bevat.
De belangrijkste actieve componenten van de berkenweerschijnzwam zijn polysachariden, betuline/betulinezuur en plantaardige steroïden (sterolen) waarvan lanosterol (45%) en inotodiol (25%) de belangrijkste zijn (de overige 30% worden gevormd door tien andere sterolen, waaronder ergosterol, fecosterol en episterol) Deze componenten hebben ieder op zich een specifieke werking (zie verderop) maar m.n. in synergistisch verband hebben ze een normaliserende en balancerende werking op het immuunsysteem. Daarmee voorkomen en bestrijden ze infecties, ontstekingen en immuungerelateerde ziektes.
Daaronder vallen ook hart- en vaatziekten, diabetes, psoriasis en aids. Verder bevat de berkenweerschijnzwam een specifieke vorm van melanine, (m.n. aangetroffen in het sclerotium) wat blijkens onderzoek zorgt voor een hoge antioxidante werking.

### Betuline
Betuline is een chemisch bestanddeel (een organisch zuur) dat wordt gevonden in o.m. de bast van berken. De berkenweerschijnzwam (als parasiet vaak aanwezig op zieke en beschadigde berken) onttrekt dit betuline aan de berk, zet het om en slaat het op in de vorm van betulinezuur. De kankerremmende en -vernietigende werking van betuline (en het daarvan afgeleide betulinezuur) wordt momenteel wetenschappelijk onderzocht en getest als een mogelijk onderdeel van een chemotherapeutische behandeling. Betuline heeft daarnaast de potentie dat het cholesterol in de bloedbaan kan afbreken.
Helaas zijn betuline en betulinezuur in tegenstelling tot wat wordt geclaimd op het internet niet bioactief bij oraal en zelfs niet bij intraveneus gebruik.
Om te profiteren van de actieve bestanddelen van de berkenweerschijnzwam is een extractieproces nodig, omdat de celwanden van paddenstoelen zijn opgebouwd uit chitine, een voor mensen grotendeels onverteerbare materie. De actieve bestanddelen (polyfenolen, polysachariden, betuline, sterolen) liggen opgeslagen in deze celwanden en moeten worden 'bevrijd' door middel van hitte. Het langdurig laten trekken in warm water van gedroogde berkenweerschijnzwam om het daarna als thee te drinken (zavarka (=theeconcentraat), traditioneel gebruik in Rusland, waarvoor de samovar werd gebruikt) kan worden beschouwd als een vorm van extractie. Een andere traditionele methode is gedroogde berkenweerschijnzwam in wodka (minimaal 40% alcohol) te laten trekken (2-4 weken) waarna de wodka als medicijn kan worden gebruikt.
Tegenwoordig wordt deze extractie in gespecialiseerde fabrieken op basis van heet water en / of ethanol uitgevoerd.

### Polysachariden
Wetenschappelijk onderzoek heeft verder aannemelijk gemaakt dat de reeds genoemde polysachariden ontstekingsremmende eigenschappen hebben en de werking van het immuunsysteem bevorderen, vooral waar het de bescherming tegen kanker betreft. In Japan, China en Zuid-Korea zijn specifieke extracten, gebaseerd op de polysachariden die in de berkenweerschijnzwam en andere zwammen worden aangetroffen, sinds begin jaren 1980 officieel toegelaten als anti-kanker medicijn. Het gaat daarbij meestal om gemodificeerde varianten (want daardoor patenteerbaar) met handelsnamen als Krestin en Lentinan. In Rusland is sinds 1955 een op de berkenweerschijnzwam gebaseerde medicatie onder de naam Befungin in de handel als antikanker medicijn en opgenomen in de van staatswege gepubliceerde Farmacopoeia.
Wetenschappelijk onderzoek gaf als uitkomst dat de effecten van deze specifieke polysacharide-extracten vergelijkbaar waren met chemotherapie en bestraling, echter zonder de bijwerkingen.

### Supplementen
Producten op basis van de berkenweerschijnzwam worden wereldwijd ook verkocht als voedingssupplement. Het gaat met name om capsules met poeder en tincturen op basis van alcohol. De alcoholtincturen zijn het minst effectief: onderzoek uitgevoerd door het Canadese laboratorium Promedics wees uit dat, daar waar poederextracten een gehalte van ruim 50% β-glucanen/polysacharides kunnen bereiken (afhankelijk van de extractieprocedure), tincturen niet verder komen dan een half procent. De reden is dat alcoholtincturen uitstekend werken bij plantaardige producten (opgebouwd uit cellulose) maar niet bij paddenstoelen (opgebouwd uit chitine).
Naast polysacharide-extracten zijn er extracten verkrijgbaar waar het hoofdbestanddeel wordt gevormd door polyfenolen, die vooral worden aangetroffen in de melanine component van deze zwam. Polyfenolen worden verantwoordelijk gehouden voor de antioxidante eigenschappen; supplementen geproduceerd met dit uitgangspunt bevatten als gevolg van het aangepaste extractieproces slechts een laag percentage polysachariden (1-4%) en nauwelijks of geen betuline. Polyfenol-extracten kunnen dan ook slechts een beperkte immuunbalancerende of geneeskrachtige werking claimen. De werking is voornamelijk beperkt tot de antioxidante actie. Kenmerkend voor dit soort supplementen is de vermelding van SOD-units, ORAC levels e.d. op het label, terwijl betuline en polysacharidepercentages ontbreken. Een supplement zou een combinatie van heetwaterextractie en ethanolextractie als basis moeten hebben, omdat dan zowel de water- als de niet-wateroplosbare bestanddelen aanwezig zijn. Het supplement zou dan polysacharides, betulinezuur en polyfenolen moeten bevatten. Dergelijke supplementen staan bekend als "dubbeltinctuur" omdat er sprake is van dubbele extractie.